# Asimoneura pantomelas
Asimoneura pantomelas är en tvåvingeart som först beskrevs av Mario Bezzi 1926.  Asimoneura pantomelas ingår i släktet Asimoneura och familjen borrflugor. Inga underarter finns listade.